# Paracheirodon simulans
A Paracheirodon simulans a sugarasúszójú halak (Actinopterygii) osztályának pontylazacalakúak (Characiformes) rendjébe, ezen belül a pontylazacfélék (Characidae) családjába tartozó faj.

## Előfordulása
A Paracheirodon simulans előfordulási területe Dél-Amerikában van. A Rio Negro nevű folyó felső szakaszában, valamint az Orinoco vízrendszererében található meg.

## Megjelenése
Ez a pontylazac legfeljebb 2 centiméter hosszúra nő meg. Ránézésre nagyon hasonlít rokonaira a vörös neonhalra (Paracheirodon axelrodi) és a neonhalra (Paracheirodon innesi).

## Életmódja
Trópusi halként, a 23-27 Celsius-fokos vízhőmérsékletet, valamint az 5,5-6 pH-értékű vizet kedveli.

## Szaporodása
Jobban ívik rajban, mint párban.

## Felhasználása
Kedvelt akváriumi hal, emiatt ipari mértékben tenyésztik és kereskednek vele.